# Fermin Torralba
Fermin Torralba (Tagbilaran, 1891 - 1939) was een Filipijns politicus.  

## Biografie
Fermin Torralba werd geboren in Tagbilaran, in de Filipijnse provincie Bohol. Hij was een zoon van Margarito Torralba en Sirila Sarmiento. Torralba voltooide een bachelor-opleiding rechten aan de University of Michigan en slaagde voor de toelatingsexamens van zowel de Filipijnse balie als die van de staat Michigan.
Bij de verkiezingen van 1922 werd hij namens het 1e kiesdistrict van Bohol gekozen in het Filipijns Huis van Afgevaardigden. In 1925 werd hij herkozen. In 1933 werd Torralba gekozen tot secretaris van de Senaat van de Filipijnen. Na 1935 was hij technisch assistent van de Filipijnse president Manuel Quezon.
Torralba overleed in 1939. Hij was getrouwd met Rosario Dizon. Samen kregen ze vier kinderen. Een broer van Fermin Torralba, Juan Torralba, was ook politicus. 